# Conejo al chocolate
El conejo con chocolate (en catalán, conill amb xocolata) es un estofado típico de Cataluña, España, elaborado con conejo, vino y chocolate principalmente. Aparte de vino blanco, se usa el vi ranci («vino rancio»), un tipo de vino fortificado catalán, similar al Porto.
Para este plato se elabora una picada en el mortero, incluyendo varias finas hierbas (hierbas aromáticas), ajo, pan frito, azafrán, almendras y el hígado del animal. El chocolate tradicional es el xocolata de rajola (en tabla).